# Listă de scriitori italieni

### Lista autorilor în ordine cronologică

#### Autori dinsecolul al XIII-lea
- 1240 ?? - 1292 ?? Bono Giamboni
- 1265-1321 Dante Alighieri

#### Autori dinsecolul al XIV-lea
- 1304-1374 Francesco Petrarca
- 1313-1375 Giovanni Boccaccio

#### Autori dinsecolul al XV-lea
- 1469-1527 Niccolo Machiavelli
- 1474-1533 Ludovico Ariosto
- 1478-1529 Baldassare Castiglione

#### Autori dinsecolul al XVI-lea
- 1544-1595 Torquato Tasso
- 1568-1639 Tommaso Campanella

#### Autori dinsecolul al XVIII-lea
- 1707-1793 Carlo Goldoni
- 1725-1798 Giacomo Casanova di Seingalt
- 1778-1793 Ugo Foscolo
- 1785-1873 Alessandro Manzoni
- 1798-1837 Giacomo Leopardi

#### Autori dinsecolul al XIX-lea
- 1826-1890 Carlo Collodi
- 1831-1861 Ippolito Nievo
- 1836-1914 Camillo Boito
- 1840-1922 Giovanni Verga
- 1861-1877 Federico De Roberto
- 1861-1928 Italo Svevo
- 1863-1938 Gabriele D'Annunzio
- 1867-1936 Luigi Pirandello
- 1876-1944 Filippo Tommaso Marinetti
- 1883-1957 Umberto Saba
- 1885-1974 Aldo Palazzeschi
- 1888-1970 Giuseppe Ungaretti
- 1891-1937 Antonio Gramsci
- 1891-1952 Alberto Savinio
- 1893-1973 Carlo Emilio Gadda
- 1896-1981 Eugenio Montale
- 1896-1957 Giuseppe Tomasi di Lampedusa
- 1898-1957 Curzio Malaparte
- 1900-1978 Ignazio Silone

#### Autori dinsecolul al XX-lea
- 1901-1968 Salvatore Quasimodo
- 1902-1975 Carlo Levi
- 1906-1972 Dino Buzzati
- 1906-1999 Mario Soldati
- 1907-1954 Vitaliano Brancati
- 1907-1990 Alberto Moravia
- 1908-1979 Tommaso Landolfi
- 1908-1950 Cesare Pavese
- 1908-1966 Elio Vittorini
- 1912-1990 Giorgio Caproni
- 1912-1985 Elsa Morante
- 1914-1978 Giuseppe Berto
- 1914-1998 Anna Maria Ortese
- 1916-2000 Giorgio Bassani
- 1919-1987 Primo Levi
- 1921-1989 Leonardo Sciascia
- 1922-1990 Giorgio Manganelli
- 1922-1975 Pier Paolo Pasolini
- 1923-1985 Italo Calvino
- 1925 Andrea Camilleri
- 1927-1995 Hugo Pratt
- 1930 Edoardo Sanguinetti
- 1932-2016 Umberto Eco
- 1939 Giulio Angioni
- 1955-1991 Pier Vittorio Tondelli
- 1958 Alessandro Baricco

### Lista autorilor italieni în ordine alfabetică

#### A
- Giuseppe Cesare Abba
- Taddeo Alderotti
- Vittorio Alfieri
- Dante Alighieri
- Niccolo Ammaniti
- Lodovico Ariosto

#### B
- Riccardo Bacchelli
- Nanni Balestrini
- Alessandro Baricco
- Cesare Battisti
- Giorgio Bassani
- Stefano Benni
- Luigi Bertelli (pseudonim Vamba)
- Giuseppe Berto
- Alberto Bevilacqua
- Giovanni Boccaccio
- Matteo Maria Boiardo
- Camillo Boito
- Giuseppe Antonio Borgese
- Vitaliano Brancati
- Gesualdo Bufalino
- Aldo Busi
- Dino Buzzati

#### C
- Italo Calvino
- Andrea Camilleri
- Dino Campana
- Tommaso Campanella
- Giorgio Caproni
- Luigi Capuana
- Giosue Carducci
- Giacomo Casanova di Seingalt
- Carlo Cassola
- Baldassare Castiglione
- Guido Cavalcanti
- Carlo Coccioli
- Carlo Collodi

#### D
- Dante Alighieri, dit Dante
- Gian Dauli
- Caterina Davinio
- Gabriele d’Annunzio
- Massimo D'Azeglio
- Edmondo De Amicis
- Luciano De Crescenzo
- Eduardo De Filippo
- Federico De Roberto
- Grazia Deledda
- Giuseppe Dessi

#### E
- Umberto Eco

#### F
- Dario Fo
- Antonio Fogazzaro
- Ugo Foscolo

#### G
- Carlo Emilio Gadda
- Paolo Giacometti
- Bono Giamboni
- Natalia Ginzburg
- Carlo Goldoni
- Guido Gozzano
- Antonio Gramsci
- Giovanni Guareschi

#### L
- Tommaso Landolfi
- Giacomo Leopardi
- Carlo Levi
- Primo Levi
- Carlo Lucarelli
- Emilio Lussu

#### M
- Niccolo Machiavelli
- Curzio Malaparte
- Giorgio Manganelli
- Alessandro Manzoni
- Dacia Maraini
- Giovan Battista Marino
- Margaret Mazzantini
- Eugenio Miccini
- Franco Mimmi
- Filippo Tommaso Marinetti
- Giuseppe Mazzini
- Eugenio Montale
- Elsa Morante
- Alberto Moravia

#### N
- Ippolito Nievo

#### O
- Anna Maria Ortese
- Ottiero Ottieri

#### P
- Aldo Palazzeschi
- Pier Paolo Pasolini
- Cesare Pavese
- Francesco Petrarca
- Luigi Pirandello
- Giuseppe Pontiggia
- Vasco Pratolini
- Hugo Pratt
- Luigi Pulci

#### Q
- Salvatore Quasimodo

#### S
- Umberto Saba
- Edoardo Sanguineti
- Salvatore Satta
- Alberto Savinio
- Leonardo Sciascia
- Beppe Severgnini ???
- Ignazio Silone
- Mario Soldati
- Elia Spallanzani
- Italo Svevo

#### T
- Susanna Tamaro
- Torquato Tasso
- Iacopone da Todi
- Giuseppe Tomasi di Lampedusa
- Pier Vittorio Tondelli
- Gianni Toti

#### U
- Giuseppe Ungaretti

#### V
- Lorenzo Valli
- Vamba (Luigi Bertelli)
- Giovanni Verga
- Elio Vittorini

## Vezi și
- Listă de dramaturgi italieni